# 目黒区立八雲小学校
目黒区立八雲小学校（めぐろくりつやくもしょうがっこう）は東京都目黒区八雲にある公立学校。
最寄り駅は東急東横線都立大学駅。創立は明治7年1月12日。目黒区で最も古い小学校であり、地名の八雲は、この小学校の校名が由来となっている。
令和3年4月1日現在、16学級、児童数406名。

## 沿革
- 1871年 - 本校の前身「太子堂郷学所分校」が開校する。
- 1873年1月12日 - 第二中学五番小学八雲学校が許可される。入学式を行う。児童数104名。
- 1879年 - 校名を東京府荏原郡公立八雲学校に改名。
- 1882年 - 校名を東京府荏原郡公立八雲小学校に改名。
- 1887年 - 校名を東京府荏原郡八雲高等尋常小学校に改名。この年から高等科が併設される（尋常科4年・高等科4年）。
- 1891年 - 校名を東京府荏原郡碑衾村八雲尋常高等小学校に改名。
- 1907年 - 八雲尋常高等小学校が4年制から6年制になる。
- 1917年 - 本年より開校記念日が2月22日になる。
- 1923年 - 関東大震災のため校舎が損壊、大修理を行う。
- 1928年 - 八雲小学校から大岡山小学校が分離し開校する。
- 1930年 - 男女別学級編成を行う。
- 1931年 - 本年より1月12日が開校記念日となる。
- 1932年 - 校名を東京府東京市八雲高等尋常小学校と改名。
- 1933年 - 緑ヶ丘に分教場を設置。
- 1937年 - 校舎がすべて二階建てとなり、緑ヶ丘分教場が分離して緑ヶ丘小学校として開校する。
- 1940年 - 高等科が分離。碑衾高等小学校となる。
- 1941年 - 校名を東京府東京市八雲国民学校と改名。
- 1943年 - 校名を東京都八雲国民学校と改名し、東京都八雲国民学校校歌を制定する。
- 1944年 - 集団疎開が始まり、甲府市へ。残った子供たちは東光寺などで授業をする。
- 1945年 - 太平洋戦争終結に伴い、集団疎開から帰り、学校での授業が再開される。
- 1946年 - 学校給食開始。
- 1947年 - 校名を東京都目黒区立八雲小学校に改名。
- 1948年 - 児童数増加に対処するため、1・2・3年は、3部授業となる。芳窪町に分教場を開設。
- 1950年 - 芳窪町分教場が分離、東根小学校となる。
- 1954年 - 現在の校歌が制定される。八雲小学校から目黒区立中根小学校が分離され、開校。
- 1955年 - 宮前町に分教場開設。
- 1958年 - 宮前町分教場が、目黒区立宮前小学校となり開校。
- 1960年 - 校地が今の広さになり、鉄筋校舎ができる。
- 1969年 - 体育館ができる。
- 1973年 - 開校100周年。
- 1982年 - プール棟ができる。
- 1989年 - 校庭が弾性舗装化される。
- 1993年 - 校友会が設立される。
- 2000年 - 校名を目黒区立八雲小学校に改名。
- 2002年 - 学校週五日制完全実施。
- 2005年 - 校庭が人工芝になる。
- 2008年 - 特別支援学級開級。
- 2012年 - 校庭を改修。
- 2013年 - こばとルーム開設。
- 2020年 - 体育館に空調設備が設置される。
- 2023年5月27日 - この日開催の運動会を「150周年記念運動会」として開催。
- 2024年1月13日 - 開校150周年記念式典挙行し、記念集会・記念コンサート開催。

## 主な出身者
- 松尾紀子
- 関根聡

## アクセス
- 東急電鉄東横線都立大学駅から、徒歩約600m・約9分。
- 東急バス
  - 『中根町』停留所から、徒歩約305m・約5分。
  - 『八雲高校』停留所から、徒歩約390m・約6分。